# Золотой глобус (премия, 2024)
81-я церемония вручения наград премии «Золотой глобус» за заслуги в области кинематографа и телевидения за 2023 год состоялась 7 января 2024 года в отеле The Beverly Hilton в Беверли-Хиллз, Калифорния. Номинанты были объявлены 11 декабря 2023 года Седриком Развлекателем и Уилмером Вальдеррамой.
Церемония впервые с 1982 года транслировалась в прямом эфире телеканалом CBS.

## Список событий
- 2 октября 2023 года — начало подачи заявок на участие в конкурсе
- 6 ноября 2023 года — окончание подачи заявок
- 27 ноября 2023 — окончание голосования по телевизионным номинациям
- 6 декабря 2023 — окончание голосования по номинациям фильмов
- 11 декабря 2023 — объявление номинаций
- 3 января 2024 года — финальное голосование по определению победителей
- 7 января 2024 года — церемония вручения премии

## Список номинантов

### Игровое кино
Количество номинаций:
- 5/7: «Оппенгеймер»
- 2/7: «Бедные-несчастные»
- 2/4: «Анатомия падения»
- 2/3: «Оставленные»
- 1/8: «Барби»
- 1/7: «Убийцы цветочной луны»
- 1/2: «Мальчик и птица»
- 0/4: «Прошлые жизни», «Маэстро», «Май, декабрь»
- 0/3: «Зона интересов»
- 0/2: «Человек-паук: Паутина вселенных», «Братья Супер Марио в кино», «Air: Большой прыжок», «Американское чтиво», , «Цвет лиловый», «Опавшие листья», «Дайана Найэд», «Растин», «Солтберн»

| Категории                             | Номинанты | Номинанты                                                                                 |
| ------------------------------------- | --- | ----------------------------------------------------------------------------------------- |
| Лучший фильм — драма                  | • Оппенгеймер / Oppenheimer | • Оппенгеймер / Oppenheimer                                                               |
| Лучший фильм — драма                  | • Анатомия падения / Anatomy of a Fall                                                                                          |                                                                                           |
| Лучший фильм — драма                  | • Убийцы цветочной луны / Killers of the Flower Moon                                                                            |                                                                                           |
| Лучший фильм — драма                  | • Маэстро / Maestro |                                                                                           |
| Лучший фильм — драма                  | • Зона интересов / The Zone of Interest                                                                                         |                                                                                           |
| Лучший фильм — драма                  | • Прошлые жизни / Past Lives |                                                                                           |
| Лучший фильм — комедия или мюзикл     | • Бедные-несчастные / Poor Things                                                                                               | • Бедные-несчастные / Poor Things                                                         |
| Лучший фильм — комедия или мюзикл     | • Air: Большой прыжок / Air |                                                                                           |
| Лучший фильм — комедия или мюзикл     | • Американское чтиво / American Fiction                                                                                         |                                                                                           |
| Лучший фильм — комедия или мюзикл     | • Барби / Barbie |                                                                                           |
| Лучший фильм — комедия или мюзикл     | • Оставленные / The Holdovers                                                                                                   |                                                                                           |
| Лучший фильм — комедия или мюзикл     | • Май декабрь / May December |                                                                                           |
| Лучшая режиссура                      | | • Кристофер Нолан — «Оппенгеймер»                                                         |
| Лучшая режиссура                      | • Брэдли Купер — «Маэстро» |                                                                                           |
| Лучшая режиссура                      | • Грета Гервиг — «Барби» |                                                                                           |
| Лучшая режиссура                      | • Йоргос Лантимос — «Бедные-несчастные»                                                                                         |                                                                                           |
| Лучшая режиссура                      | • Мартин Скорсезе — «Убийцы цветочной луны»                                                                                     |                                                                                           |
| Лучшая режиссура                      | • Селин Сон — «Прошлые жизни»                                                                                                   |                                                                                           |
| Лучший актёр в драматическом фильме   | | • Киллиан Мерфи — «Оппенгеймер» (за роль Роберта Оппенгеймера)                            |
| Лучший актёр в драматическом фильме   | • Брэдли Купер — «Маэстро» (за роль Леонарда Бернстайна)                                                                        |                                                                                           |
| Лучший актёр в драматическом фильме   | • Леонардо Ди Каприо — «Убийцы цветочной луны» (за роль Эрнеста Бёркхарта)                                                      |                                                                                           |
| Лучший актёр в драматическом фильме   | • Колман Доминго — «Растин» (за роль Байарда Растина)                                                                           |                                                                                           |
| Лучший актёр в драматическом фильме   | • Барри Кеоган — «Солтберн» (за роль Оливера Квика)                                                                             |                                                                                           |
| Лучший актёр в драматическом фильме   | • Эндрю Скотт — «Незнакомцы» (за роль Адама)                                                                                    |                                                                                           |
| Лучшая актриса в драматическом фильме | | • Лили Гладстон — «Убийцы цветочной луны» (за роль Молли Бёркхарт)                        |
| Лучшая актриса в драматическом фильме | • Аннетт Бенинг — «Дайана Найэд» (за роль Дайаны Найэд)                                                                         |                                                                                           |
| Лучшая актриса в драматическом фильме | • Сандра Хюллер — «Анатомия падения» (за роль Сандры)                                                                           |                                                                                           |
| Лучшая актриса в драматическом фильме | • Грета Ли — «Прошлые жизни» (Норы Мун)                                                                                         |                                                                                           |
| Лучшая актриса в драматическом фильме | • Кэри Маллиган — «Маэстро» (за роль Фелиции Монтеалегре)                                                                       |                                                                                           |
| Лучшая актриса в драматическом фильме | • Кайли Спэни — «Присцилла: Элвис и я» (за роль Присциллы Пресли)                                                               |                                                                                           |
| Лучший актёр в комедии или мюзикле    | | • Пол Джаматти — «Оставленные» (за роль Пола Ханема)                                      |
| Лучший актёр в комедии или мюзикле    | • Николас Кейдж — «Герой наших снов» (за роль Пола Мэттьюса)                                                                    |                                                                                           |
| Лучший актёр в комедии или мюзикле    | • Тимоти Шаламе — «Вонка» (за роль Вилли Вонки)                                                                                 |                                                                                           |
| Лучший актёр в комедии или мюзикле    | • Мэтт Деймон — «Air: Большой прыжок» (за роль Сонни Ваккаро)                                                                   |                                                                                           |
| Лучший актёр в комедии или мюзикле    | • Хоакин Феникс — «Все страхи Бо» (за роль Бо Вассермана)                                                                       |                                                                                           |
| Лучший актёр в комедии или мюзикле    | • Джеффри Райт — «Американское чтиво» (за роль Телониуса «Монка» Эллисона)                                                      |                                                                                           |
| Лучшая актриса в комедии или мюзикле  | | • Эмма Стоун — «Бедные-несчастные» (за роль Беллы Бакстер)                                |
| Лучшая актриса в комедии или мюзикле  | • Дженнифер Лоуренс — «Без обид» (за роль Мэдди Баркер)                                                                         |                                                                                           |
| Лучшая актриса в комедии или мюзикле  | • Натали Портман — «Май, декабрь» (за роль Элизабет Берри)                                                                      |                                                                                           |
| Лучшая актриса в комедии или мюзикле  | • Алма Пёюсти — «Опавшие листья» (за роль Ансы)                                                                                 |                                                                                           |
| Лучшая актриса в комедии или мюзикле  | • Фантазия Баррино — «Цвет лиловый» (за роль Селии)                                                                             |                                                                                           |
| Лучшая актриса в комедии или мюзикле  | • Марго Робби — «Барби» (за роль Барби)                                                                                         |                                                                                           |
| Лучший актёр второго плана            | | • Роберт Дауни мл. — «Оппенгеймер» (за роль Льюиса Штрауса)                               |
| Лучший актёр второго плана            | • Уиллем Дэфо — «Бедные-несчастные» (за роль Годвина Бакстера)                                                                  |                                                                                           |
| Лучший актёр второго плана            | • Роберт Де Ниро — «Убийцы цветочной луны» (за роль Уильяма Хэйла)                                                              |                                                                                           |
| Лучший актёр второго плана            | • Райан Гослинг — «Барби» (за роль Кена)                                                                                        |                                                                                           |
| Лучший актёр второго плана            | • Чарльз Мелтон — «Май, декабрь» (за роль Джо)                                                                                  |                                                                                           |
| Лучший актёр второго плана            | • Марк Руффало — «Бедные-несчастные» (за роль Дункана Веддерберна)                                                              |                                                                                           |
| Лучшая актриса второго плана          | | • Давайн Джой Рэндольф — «Оставленные» (за роль Мэри Лэмб)                                |
| Лучшая актриса второго плана          | • Эмили Блант — «Оппенгеймер» (за роль Кэтрин Оппенгеймер)                                                                      |                                                                                           |
| Лучшая актриса второго плана          | • Даниэль Брукс — «Цвет лиловый» (за роль Софии Джонсон)                                                                        |                                                                                           |
| Лучшая актриса второго плана          | • Джоди Фостер — «Дайана Найэд» (за роль Бонни Столл)                                                                           |                                                                                           |
| Лучшая актриса второго плана          | • Джулианна Мур — «Май, декабрь» (за роль Грейси Атертон-Ю)                                                                     |                                                                                           |
| Лучшая актриса второго плана          | • Розамунд Пайк — «Солтберн» (за роль Элспет Кэттон)                                                                            |                                                                                           |
| Лучший сценарий                       | | • Жюстин Трие и Артур Арари — «Анатомия падения»                                          |
| Лучший сценарий                       | • Грета Гервиг и Ноа Баумбах — «Барби»                                                                                          |                                                                                           |
| Лучший сценарий                       | • Тони Макнамара — «Бедные-несчастные»                                                                                          |                                                                                           |
| Лучший сценарий                       | • Кристофер Нолан — «Оппенгеймер»                                                                                               |                                                                                           |
| Лучший сценарий                       | • Эрик Рот и Мартин Скорсезе — «Убийцы цветочной луны»                                                                          |                                                                                           |
| Лучший сценарий                       | • Селин Сон — «Прошлые жизни»                                                                                                   |                                                                                           |
| Лучшая музыка к фильму                | | • Людвиг Йоранссон — «Оппенгеймер»                                                        |
| Лучшая музыка к фильму                | • Эрскин Фендрикс — «Бедные-несчастные»                                                                                         |                                                                                           |
| Лучшая музыка к фильму                | • Дзё Хисаиси — «Мальчик и птица»                                                                                               |                                                                                           |
| Лучшая музыка к фильму                | • Мика Леви — «Зона интересов»                                                                                                  |                                                                                           |
| Лучшая музыка к фильму                | • Дэниел Пембертон — «Человек-паук: Паутина вселенных»                                                                          |                                                                                           |
| Лучшая музыка к фильму                | • Робби Робертсон — «Убийцы цветочной луны» (посмертно)                                                                         |                                                                                           |
| Лучшая песня                          | | • «What Was I Made For?» — «Барби» — музыка и слова: Билли Айлиш и Финнеас О’Коннелл      |
| Лучшая песня                          | • «Addicted to Romance» — «Иди ко мне, детка» — музыка и слова: Брюс Спрингстин                                                 |                                                                                           |
| Лучшая песня                          | • «Dance the Night» — «Барби» — музыка и слова: Марк Ронсон, Эндрю Уайатт, Дуа Липа и Кэролайн Эйлин                            |                                                                                           |
| Лучшая песня                          | • «I’m Just Ken» — «Барби» — музыка и слова: Марк Ронсон и Эндрю Уайатт                                                         |                                                                                           |
| Лучшая песня                          | • «Peaches» — «Братья Супер Марио в кино» — музыка и слова: Джек Блэк, Аарон Хорват, Майкл Джеленик, Эрик Осмонд и Джон Спайкер |                                                                                           |
| Лучшая песня                          | • «Road to Freedom» — «Растин» — музыка и слова: Ленни Кравиц                                                                   |                                                                                           |
| Лучший анимационный фильм             | [[Файл:\|95px]] | • Хаяо Миядзаки — «Мальчик и птица»                                                       |
| Лучший анимационный фильм             | [[Файл:\|95px]] | • Питер Сон — «Элементарно»                                                               |
| Лучший анимационный фильм             | [[Файл:\|95px]] | • Жуакин Душ Сантуш, Джастин К. Томпсон и Кемп Пауэрс — «Человек-паук: Паутина вселенных» |
| Лучший анимационный фильм             | [[Файл:\|95px]] | • Аарон Хорват и Майкл Джеленик — «Братья Супер Марио в кино»                             |
| Лучший анимационный фильм             | [[Файл:\|95px]] | • Макото Синкай — «Судзумэ, закрывающая двери»                                            |
| Лучший анимационный фильм             | [[Файл:\|95px]] | • Крис Бак и Фон Вирасунторн — «Заветное желание»                                         |
| Лучший фильм на иностранном языке     | • • Анатомия падения / Anatomy of a Fall (Франция)                                                                              | • • Анатомия падения / Anatomy of a Fall (Франция)                                        |
| Лучший фильм на иностранном языке     | • Опавшие листья / Fallen Leaves (Финляндия)                                                                                    |                                                                                           |
| Лучший фильм на иностранном языке     | • Я — капитан / Io capitano (Италия)                                                                                            |                                                                                           |
| Лучший фильм на иностранном языке     | • Общество снега / Society of the Snow (Испания)                                                                                |                                                                                           |
| Лучший фильм на иностранном языке     | • Зона интересов / The Zone of Interest (Великобритания)                                                                        |                                                                                           |
| Лучший фильм на иностранном языке     | • Прошлые жизни / Past Lives (США)                                                                                              |                                                                                           |

### Телевизионные категории
| Категории                                                   | Лауреаты и номинанты                                                             | Лауреаты и номинанты |
| ----------------------------------------------------------- | -------------------------------------------------------------------------------- | -------------------- |
| Лучший телевизионный сериал (драма)                         | • Наследники                                                                     |                      |
| Лучший телевизионный сериал (драма)                         | • 1923                                                                           |                      |
| Лучший телевизионный сериал (драма)                         | • Корона                                                                         |                      |
| Лучший телевизионный сериал (драма)                         | • Одни из нас                                                                    |                      |
| Лучший телевизионный сериал (драма)                         | • Утреннее шоу                                                                   |                      |
| Лучший телевизионный сериал (драма)                         | • Дипломатка                                                                     |                      |
| Лучший телевизионный сериал (комедия или мюзикл)            | • Медведь                                                                        |                      |
| Лучший телевизионный сериал (комедия или мюзикл)            | • Начальная школа Эбботт                                                         |                      |
| Лучший телевизионный сериал (комедия или мюзикл)            | • Барри                                                                          |                      |
| Лучший телевизионный сериал (комедия или мюзикл)            | • Быть присяжным                                                                 |                      |
| Лучший телевизионный сериал (комедия или мюзикл)            | • Убийства в одном здании                                                        |                      |
| Лучший телевизионный сериал (комедия или мюзикл)            | • Тед Лассо                                                                      |                      |
| Лучший мини-сериал или телефильм                            | • Грызня                                                                         |                      |
| Лучший мини-сериал или телефильм                            | • Весь невидимый нам свет                                                        |                      |
| Лучший мини-сериал или телефильм                            | • Дейзи Джонс и The Six                                                          |                      |
| Лучший мини-сериал или телефильм                            | • Фарго                                                                          |                      |
| Лучший мини-сериал или телефильм                            | • Попутчики                                                                      |                      |
| Лучший мини-сериал или телефильм                            | • Уроки химии                                                                    |                      |
| Лучший актёр в драматическом телесериале                    | • Киран Калкин — «Наследники» (за роль Романа Роя)                               |                      |
| Лучший актёр в драматическом телесериале                    | • Брайан Кокс — «Наследники» (за роль Логана Роя)                                |                      |
| Лучший актёр в драматическом телесериале                    | • Гэри Олдмен — «Медленные лошади» (за роль Джексона Лэмба)                      |                      |
| Лучший актёр в драматическом телесериале                    | • Педро Паскаль — «Одни из нас» (за роль Джоэла)                                 |                      |
| Лучший актёр в драматическом телесериале                    | • Джереми Стронг — «Наследники» (за роль Кендалла Роя)                           |                      |
| Лучший актёр в драматическом телесериале                    | • Доминик Уэст — «Корона» (за роль Чарльза, принца Уэльского)                    |                      |
| Лучшая актриса в драматическом телесериале                  | • Сара Снук — «Наследники» (за роль Шивон «Шив» Рой)                             |                      |
| Лучшая актриса в драматическом телесериале                  | • Хелен Миррен — «1923» (за роль Кары Даттон)                                    |                      |
| Лучшая актриса в драматическом телесериале                  | • Кери Расселл — «Дипломатка» (за роль Кейт Уолер)                               |                      |
| Лучшая актриса в драматическом телесериале                  | • Белла Рамзи — «Одни из нас» (за роль Элли)                                     |                      |
| Лучшая актриса в драматическом телесериале                  | • Имельда Стонтон — «Корона» (за роль Елизаветы II)                              |                      |
| Лучшая актриса в драматическом телесериале                  | • Эмма Стоун — «Проклятие» (за роль Уитни Сигел)                                 |                      |
| Лучший актёр в телевизионном сериале — комедия или мюзикл   | • Джереми Аллен Уайт — «Медведь» (за роль Кармена «Карми» Берзатто)              |                      |
| Лучший актёр в телевизионном сериале — комедия или мюзикл   | • Билл Хейдер — «Барри» (за роль Барри Бергмана)                                 |                      |
| Лучший актёр в телевизионном сериале — комедия или мюзикл   | • Стив Мартин — «Убийства в одном здании» (за роль Черльза-Хейдена Сэвиджа)      |                      |
| Лучший актёр в телевизионном сериале — комедия или мюзикл   | • Джейсон Сигел — «Терапия» (за роль Джимми Лэрда)                               |                      |
| Лучший актёр в телевизионном сериале — комедия или мюзикл   | • Мартин Шорт — «Убийства в одном здании» (за роль Оливера Патнэма)              |                      |
| Лучший актёр в телевизионном сериале — комедия или мюзикл   | • Джейсон Судейкис — «Тед Лассо» (за роль Теда Лассо)                            |                      |
| Лучшая актриса в телевизионном сериале — комедия или мюзикл | • Айо Эдебири — «Медведь» (за роль Сидни Адаму)                                  |                      |
| Лучшая актриса в телевизионном сериале — комедия или мюзикл | • Рэйчел Броснахэн — «Удивительная миссис Мейзел» (за роль Мириам «Мидж» Мейзел) |                      |
| Лучшая актриса в телевизионном сериале — комедия или мюзикл | • Кинта Брансон — «Начальная школа Эбботт» (за роль Джанин Тигс)                 |                      |
| Лучшая актриса в телевизионном сериале — комедия или мюзикл | • Наташа Лионн — «Покерфейс» (за роль Чарли Кейл)                                |                      |
| Лучшая актриса в телевизионном сериале — комедия или мюзикл | • Селена Гомес — «Убийства в одном здании» (за роль Мэйбл Мора)                  |                      |
| Лучшая актриса в телевизионном сериале — комедия или мюзикл | • Эль Фаннинг — «Великая» (за роль Екатерины Великой)                            |                      |
| Лучший актёр в мини-сериале или телефильме                  | • Стивен Ян — «Грызня» (за роль Дэнни Чо)                                        |                      |
| Лучший актёр в мини-сериале или телефильме                  | • Мэтт Бомер — «Попутчики» (за роль Хокинса Фуллера)                             |                      |
| Лучший актёр в мини-сериале или телефильме                  | • Сэм Клафлин — «Дейзи Джонс и The Six» (за роль Билли Данна)                    |                      |
| Лучший актёр в мини-сериале или телефильме                  | • Джон Хэмм — «Фарго» (за роль шерифа Роя Тиллмана)                              |                      |
| Лучший актёр в мини-сериале или телефильме                  | • Вуди Харрельсон — «Сантехники Белого дома» (за роль Э. Говарда Ханта)          |                      |
| Лучший актёр в мини-сериале или телефильме                  | • Дэвид Ойелоуо — «Законники: Басс Ривз» (за роль Басса Ривза)                   |                      |
| Лучший актриса в мини-сериале или телефильме                | • Эли Вонг — «Грызня» (за роль Эми Лау)                                          |                      |
| Лучший актриса в мини-сериале или телефильме                | • Райли Кио — «Дейзи Джонс и The Six» (за роль Дейзи Джонс)                      |                      |
| Лучший актриса в мини-сериале или телефильме                | • Бри Ларсон — «Уроки химии» (за роль Элизабет Зотт)                             |                      |
| Лучший актриса в мини-сериале или телефильме                | • Элизабет Олсен — «Любовь и смерть» (за роль Кэнди Монтгомери)                  |                      |
| Лучший актриса в мини-сериале или телефильме                | • Джуно Темпл — «Фарго» (за роль Дороти «Дот» Лайон)                             |                      |
| Лучший актриса в мини-сериале или телефильме                | • Рэйчел Вайс — «Связанные насмерть» (за роли Беверли Мэнтл и Эллиот Мэнтл)      |                      |
| Лучший актер второго плана — сериал                         | • Мэттью Макфэдьен — «Наследники» (за роль Тома Вамсгенса)                       |                      |
| Лучший актер второго плана — сериал                         | • Билли Крудап — «Утреннее шоу» (за роль Кори Эллисона)                          |                      |
| Лучший актер второго плана — сериал                         | • Джеймс Марсден — «Быть присяжным» (за роль самого себя)                        |                      |
| Лучший актер второго плана — сериал                         | • Эбон Мосс-Бакрак — «Медведь» (за роль Ричарда «Ричи» Джеримовича)              |                      |
| Лучший актер второго плана — сериал                         | • Алан Рак — «Наследники» (за роль Коннора Роя)                                  |                      |
| Лучший актер второго плана — сериал                         | • Александр Скарсгард — «Наследники» (за роль Лукаса Матссона)                   |                      |
| Лучшая актриса второго плана — сериал                       | • Элизабет Дебики — «Корона» (за роль Дианы, принцессы Уэльской)                 |                      |
| Лучшая актриса второго плана — сериал                       | • Кристина Риччи — «Шершни» (за роль Мисти Куигли)                               |                      |
| Лучшая актриса второго плана — сериал                       | • Дж. Смит-Кэмерон — «Наследники» (за роль Джерри Киллман)                       |                      |
| Лучшая актриса второго плана — сериал                       | • Мерил Стрип — «Убийства в одном здании» (за роль Лоретты Дёркин)               |                      |
| Лучшая актриса второго плана — сериал                       | • Ханна Уэддингем — «Тед Лассо» (за роль Ребекки Уэлтон)                         |                      |
| Лучшая актриса второго плана — сериал                       | • Эбби Эллиотт — «Медведь» (за роль Натали Берзатто)                             |                      |